# 11 Pułk Artylerii Ciężkiej (1920)
11 pułk artylerii ciężkiej (11 pac) – oddział artylerii ciężkiej Wojska Polskiego II Rzeczypospolitej w okresie wojny polsko-bolszewickiej.
Wiosną 1919 przystąpiono do formowania brygad artylerii dla dywizji piechoty. Brygada składała się z dowództwa, pułku artylerii polowej i pułku artylerii ciężkiej (dywizjon trzybateryjny). Drugi dywizjon pułku artylerii ciężkiej przeznaczony był do rezerwy artylerii Naczelnego Dowództwa.
Opracowany w październiku plan rozbudowy artylerii do końca 1919 przewidywał, że z dniem 31 grudnia zakończona zostanie organizacja baterii i dowództw formowanych w kraju przez baterie zapasowe pułków artylerii.

## Formowanie i walki I dywizjonu
Początki I dywizjonu 11 pułku artylerii ciężkiej  sięgają marca 1919 kiedy to gen. Józef Haller nakazał utworzenie w Senie na bazie francuskiego 229 pułku artylerii, polskiego pułku artylerii. Jego zawiązkiem było 9 oficerów i 100 szeregowych przysłanych przez Centrum Instrukcyjne Artylerii Polskiej w La Mans. Szybki napływ ochotników z armii amerykańskiej i francuskiej oraz byłych jeńców z armii austro-węgierskiej spowodował wkrótce osiągnięcie pełnych stanów. W tym czasie pułk składał się z dwóch baterii 75 mm armat, jednej 155 mm haubic i baterii mieszanej o dwóch armatach kal. 105 mm i 2 armatach kal. 120 mm. Cały sprzęt był pochodzenia francuskiego. Jeszcze we Francji pułk został przemianowany na Pułk Artylerii Dywizji Instrukcyjnej Armii gen. Halllera.
W końcu maja 1919 pułk przybył do Polski. Jego pierwszym garnizonem był Włocławek. Tam też został formalnie rozformowany, a z jego baterii utworzono 113 pułk artylerii polowej oraz I dywizjon 16 pułku artylerii polowej. Jednocześnie z dniem 1 września dowództwo I dywizjonu  przereorganizowano na dowództwo I/11 pułku artylerii ciężkiej. Na początku stycznia 1920 dowództwo dywizjonu przeszło do Grudziądza. Tam sformowano dowództwo pułku oraz dowództwo II dyonu, a do I dyonu włączono utworzoną we Francji w Wogezach byłą 10 baterię 1 pułku artylerii ciężkiej por. Zajdla.
Działania 1 baterii

Bateria została sformowana w Isches. Sprzęt, uzbrojenie i konie otrzymała od oddziałów zdemobilizowanych z 2 dywizji marokańskiej. Stan baterii wynosił − 5 oficerów, 180 szeregowych, 4 działa 155 mm, 4 jaszcze, 21 wozów. Bateria wchodziła wówczas w skład  2  Dywizji Strzelców Armii generała Hallera.
Na początku maja 1919, uzbrojona w cztery 155 mm haubice produkcji francuskiej bateria, przybyła przez Niemcy w rejon Zamościa i dalej skierowana została do Grupy gen. Jędrzejewskiego działającej w rejonie Rozwadów-Rozdół. 
Następnie baterię przerzucono na Śląsk, gdzie zajmowała stanowiska w rejonie Zagórza. Pobyt na Śląsku wykorzystano przede wszystkim szkolenie. 1 września 1 bateria 1 pac została przemianowana na 1  baterię 11 pac.
W styczniu 1920 bateria przegrupowała się  do Grudziądza i I/11 pac już całością sił przeszedł do Chełmna. Tu nastąpiła reorganizacja oddziału − zlikwidowano dowództwo II/11 pac oraz dowództwo pułku. Ostatecznie jednobateryjny I/11 pac mjr. Aleksandra Batorego 7 maja 1920 odjechał na front wschodni wchodząc w skład Grupy Poleskiej.
24 maja 1 bateria zajęła SO w rejonie Rzeczycy. Wyróżniła się skutecznie zwalczając ogniem bolszewickie pociągi pancerne. Pod Ozierszczyzną zlikwidowała próbę forsowania Dniepru niszcząc szereg łodzi i innych środków przeprawowych. Na początku czerwca została przewieziona koleją w rejon Nachowa, gdzie przez kilka dni wspierał ogniem własną piechotę. 26 czerwca, prowadząc działania opóźniające, przeszła na linię rzeki Ippa w rejonie Ptyczy. Tu, 30 czerwca zwalczała sowieckie statki na Prypeci. Zniszczyła dwa z nich i uszkodziła monitor. Następnie przetransportowana została koleją do Pińska, gdzie dołączyła do dowództwa macierzystego dywizjonu i dalej już w jego składzie odeszła do Brześcia. Tu dywizjon podporządkowany został 1 Dywizji Górskiej i w jej szeregach broniła twierdzy. Przez 5 dni bardzo skutecznie wspierał ogniem własną piechotę. Jednak wobec obejścia polskich pozycji obronnych, oddział musiał się wycofać do Kocka, a następnie za Wieprz.
16 sierpnia rozpoczęła się kontrofensywa znad Wieprza. 1 bateria maszerowała w odwodzie Dywizji Górskiej przez Łuków, Siedlce, Sokołów, Suraż do Białegostoku.
15 września dowództwo I/11 pac wraz z 1 baterią odeszły z Białegostoku do Brześcia i dołączyły do macierzystej 11 Dywizji Piechoty.
2 i 3 bateria
W sierpniu 1919 w Stanisławowie utworzono baterię zapasową 12 pac kpt. Waleriana Kaliszka. Z dniem 1 września baterię przemianowano na baterię zapasową 11 pac. W końcu miesiąca otrzymała rekrutów, a w listopadzie cztery 105 mm armaty, cztery armaty kal. 120 mm i haubicę kal. 155 mm. Natychmiast przystąpiono do intensywnego szkolenia i formowania nowych baterii. Ostatecznie, dopiero 3 sierpnia 1920 ukończono formowania 2 baterii por. Romana Palmiego i 3 baterii por. Ferdynanda Mülnera. Z dniem 8 sierpnia obie baterie weszły w skład 11 Brygady Artylerii, a trzy dni później przybyły do Warszawy, wchodząc w skład macierzystej 11 Dywizji Piechoty. Obsadziły odcinek od toru kolejowego po szosę Warszawa−Radzymin i stąd wspierały ogniem 47 pułk piechoty. 13 sierpnia weszły w kontakt ogniowy z nieprzyjacielem. Następnego dnia Sowieci  ponowili natarcie, a piechota polska opuściła Czarną wycofując się wprost na stanowiska 3 baterii. Wówczas kpt. Müllner poderwał obsługi dział do kontrataku i wspólnie z piechotą odzyskano utracone pozycje. Widząc zaistniałą sytuację, dowódca 2 baterii wyprowadził pluton artylerii na rubież tymczasową i zaczął ostrzeliwać atakującego nieprzyjaciela ogniem na wprost. Za swoją postawę w boju por. Palmi został odznaczony Orderem Virtuti Militari V klasy.
15 sierpnia baterie strzelały nocą niszcząc szereg stanowisk broni maszynowej, ostrzeliwując odwody i stanowiska artylerii wroga.
16 sierpnia 2. i 3 bateria wraz z innymi oddziałami 11 DP odeszła do odwodu. Dopiero 26 sierpnia baterie wróciły na front, tym razem w rejon Brześcia. 6 września 3 bateria wzięła udział w wypadzie na Pożeżyn. Pluton baterii, pod osobistym dowództwem kpt. Millnera, ogniem na wprost, z odległości kilometra zniszczył lokomotywę. Na placu boju pojawiły się 2 kolejne pociągi pancerne, które zaczęły ostrzeliwać stanowisko polskiego plutonu. Oba działony nie przerywały jednak ognia, zmuszając nieprzyjaciela do wycofania się.
9 września 2. i 3 bateria uczestniczyły w natarciu na Kobryń. Wspierająca 48 pułk piechoty 2 bateria obsadziła skrzyżowanie dróg Brześć−Mokrany i Małoryta−Kobryń. Około północy do SO zbliżył się silny oddział bolszewicki liczący około 1500 żołnierzy. Baterie otworzyły ogień do kolumn z odległości 300 m. Poległo kilkuset bolszewików, 200 wzięto do niewoli, zdobyto liczny tabor konny, samochody pancerne i sprzęt. Następnego dnia, bez większych walk, odzyskano Kobryń.
15 września 2. i 3 bateria powróciły do Brześcia, gdzie doszło do ich  połączenia się z dowództwem I/11 pac oraz 1 baterią.
Walki całością dywizjonu
23 września 11 Dywizja Piechoty nacierała na Berezę Kartuską. Dywizjon (bez 1 baterii) wspierał działania XXII Brygadę Piechoty na Horsk, a 1 bateria pozostawała w odwodzie.
Po odzyskaniu Berezy Kartuskiej prowadzono działania na Zarzecze. Po dotarciu do Hrywdy, kolumna polskiej artylerii wpadła w zasadzkę zorganizowaną przez sowieckie samochody pancerne i artylerię. Most został zablokowany, a część działonów ogarnęła panika. Sytuację opanował mjr Batory i pchor. Mokrzycki. Przy pomocy obsługi, przepchnęli jedno działo i otworzyli „ogień szybki”. Samochody pancerne wycofały się, a jeden z nich został uszkodzony i dostał się w polskie ręce. Sukces okupiono stratą jednego poległego i 3 rannych.
30 września I/11 pac dotarł do Baranowicz, skąd ruszono na Ostrów i Krzywoszyn. Nad  Szczarą dywizjon przez kilka dni wspierał własną piechotę, a następnie ruszył szosą na Słuck, docierając 4 października do Sieniawki. 11 października 3 bateria wspierała z powodzeniem piechotę w  natarciu na miasto.
Następnego dnia Sowieci przeszli do kontrataku. Kontratak załamał się w ogniu polskiej artylerii, ale baterie wystrzeliły niemal cały posiadany zapas pocisków. Dlatego też w dalszym pościgu udziału już nie brały kończąc w Słucku swój szlak bojowy.
W grudniu 1920  I dywizjon 11 pułku artylerii ciężkiej został przeformowany na samodzielny 11 dywizjon artylerii ciężkiej pozostając nadal w składzie 11 Dywizji Piechoty. Na początku 1921 zapadła decyzja o włączeniu go w skład nowo powstającego 10 pułku artylerii ciężkiej. 24 kwietnia  dywizjon przegrupował się do Przemyśla i tam został przemianowany na II dywizjon 10 pułku artylerii ciężkiej.

## Żołnierze pułku /dywizjonu
| Stanowisko                | Stopień, imię i nazwisko  | Okres       | Uwagi |
| ------------------------- | ------------------------- | ----------- | ----- |
| dowódca pułku             | płk Gustaw Ładziński      | I − 5 V1920 |       |
| dowódca I dywizjonu       | mjr Aleksander Batory     | I 1920−     |       |
| dowódca 1 baterii         | por. Zajdel               | I 1920−     |       |
| dowódca 1 baterii         | ppor. Paweł Bielecki      | VIII 1920   |       |
| dowódca 2 baterii         | por. Roman Palmi          | VIII 1920−  |       |
| oficer baterii            | ppor. Bronisław Kamiński  | VIII 1920−  |       |
| oficer baterii            | ppor. Wilhelm Hauswald    | VIII 1920−  |       |
| oficer baterii            | pchor. Eugeniusz Lisowski | VIII 1920−  |       |
| dowódca 3 baterii         | por. Ferdynand Müllner    | VIII 1920−  |       |
| oficer baterii            | ppor. Jan Zwinklewicz     | VIII 1920−  |       |
| oficer baterii            | chor. Jan Szydłowski      | VIII 1920−  |       |
| oficer baterii            | pchor. Zbigniew Mokrzycki | VIII 1920−  |       |
| oficer baterii            | pchor. Jerzy Malinowski   | VIII 1920−  |       |
| dowódca II dywizjonu      | kpt. Augustyn Gezelle     | I − IV 1920 |       |
| dowódca baterii zapasowej | kpt. Walerian Kaliszek    | VIII 1919−  |       |
| oficer baterii            | por. Jan Filipczyk        | VIII 1919−  |       |
| oficer baterii            | ppor. Jan Michejda        | VIII 1919−  |       |
| oficer baterii            | ppor. Jan Zwinklewicz     | VIII 1919−  |       |
| oficer baterii            | ppor. Dymitr Budryn       | VIII 1919−  |       |
| oficer baterii            | ppor. Wilhelm Hauswałd    | VIII 1919−  |       |
| oficer baterii            | ppor. Jan Puk             | VIII 1919−  |       |